# 创可贴
藥水膠布（英語：Adhesive bandage）是一種小型簡易的醫護用品，常使用在一些較小的傷口上，具有包護傷口作用。

## 构造
藥水膠布的構造包括了一個小紗布，许多产品的纱布上会浸润具有杀菌或止血功能的药物。這個小紗布附著具有黏性的塑膠，這塊黏性的塑膠較紗布為寬，這樣的設計，可以讓傷口周圍的皮膚一同被保護，防止沙塵由縫隙進入傷口。塑膠的部分雖為防水材質，但大部分的產品無法完全避免遇水後，被藥水膠布吸收，因此為了保護傷口，藥水膠布的使用說明書上會標註遇水的處理建議和適當的更換時間。

## 鉴别
创可贴通常是不透气的，含药物，具有外用药物特性，可促进创口愈合、止血。创口贴通常指有黏性的小型无菌透气绷带，不含药物。

## 圖集

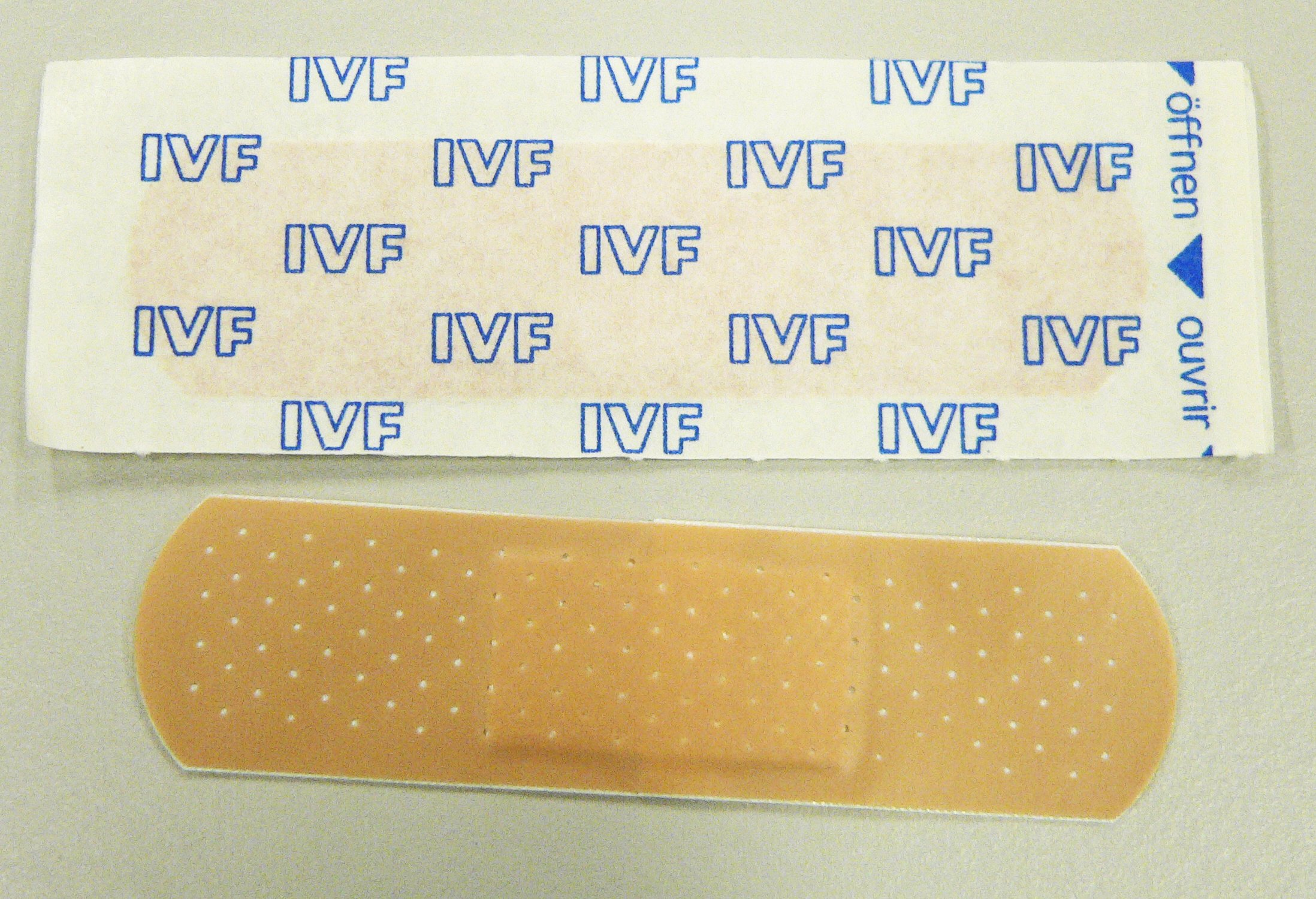
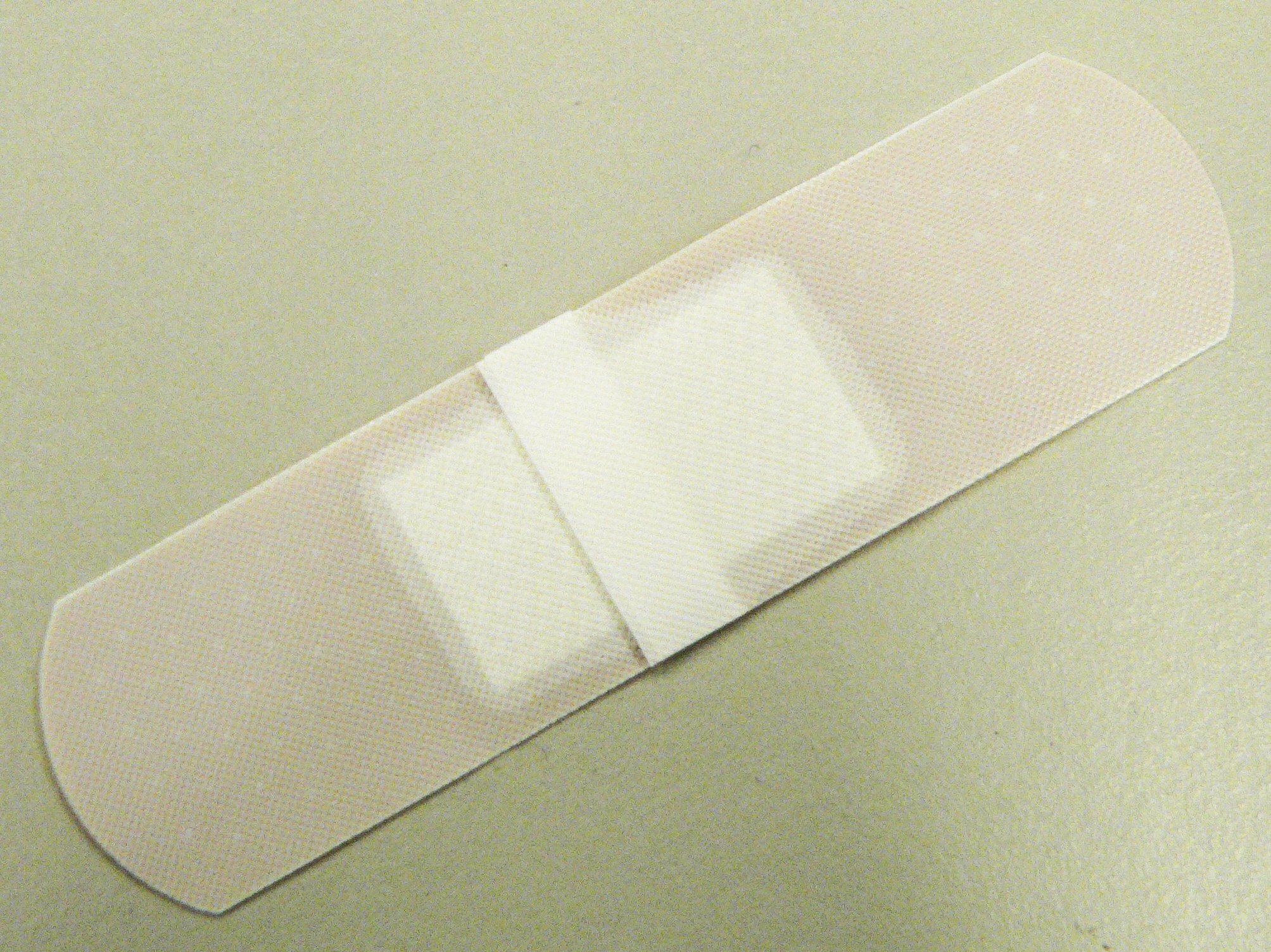
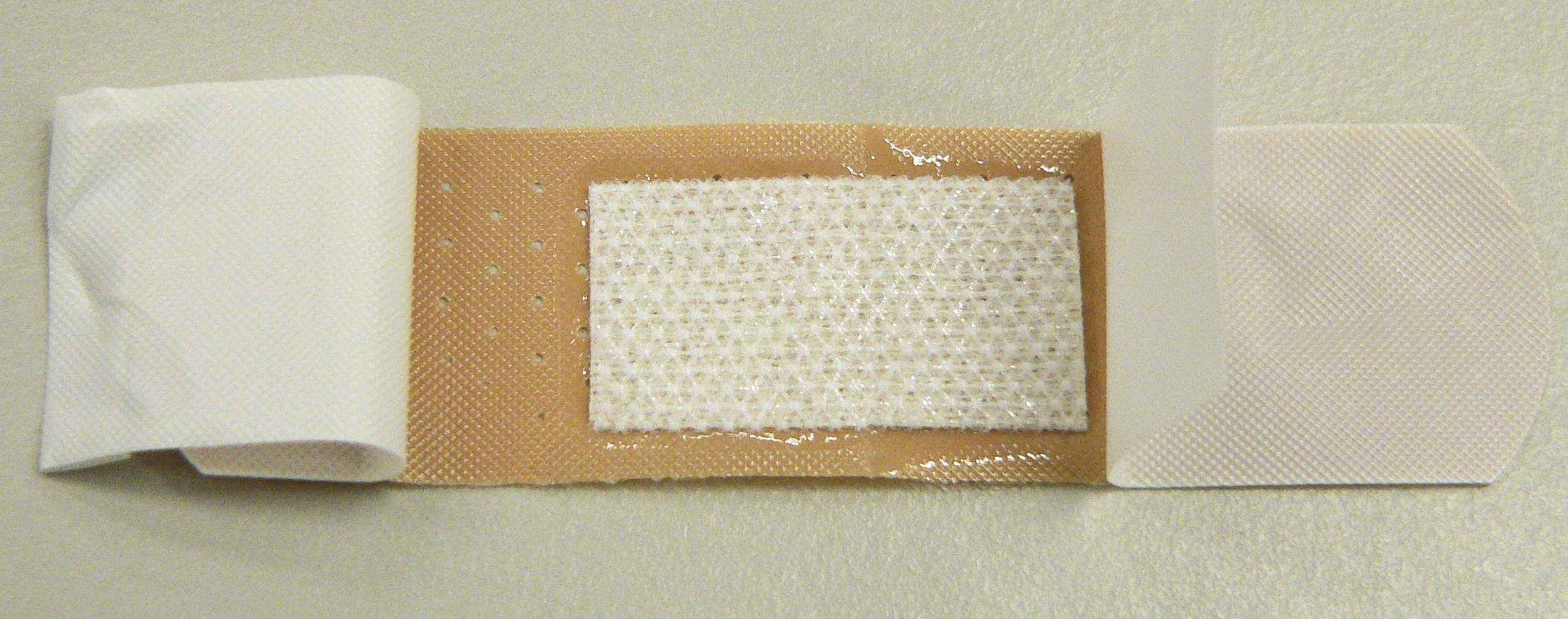
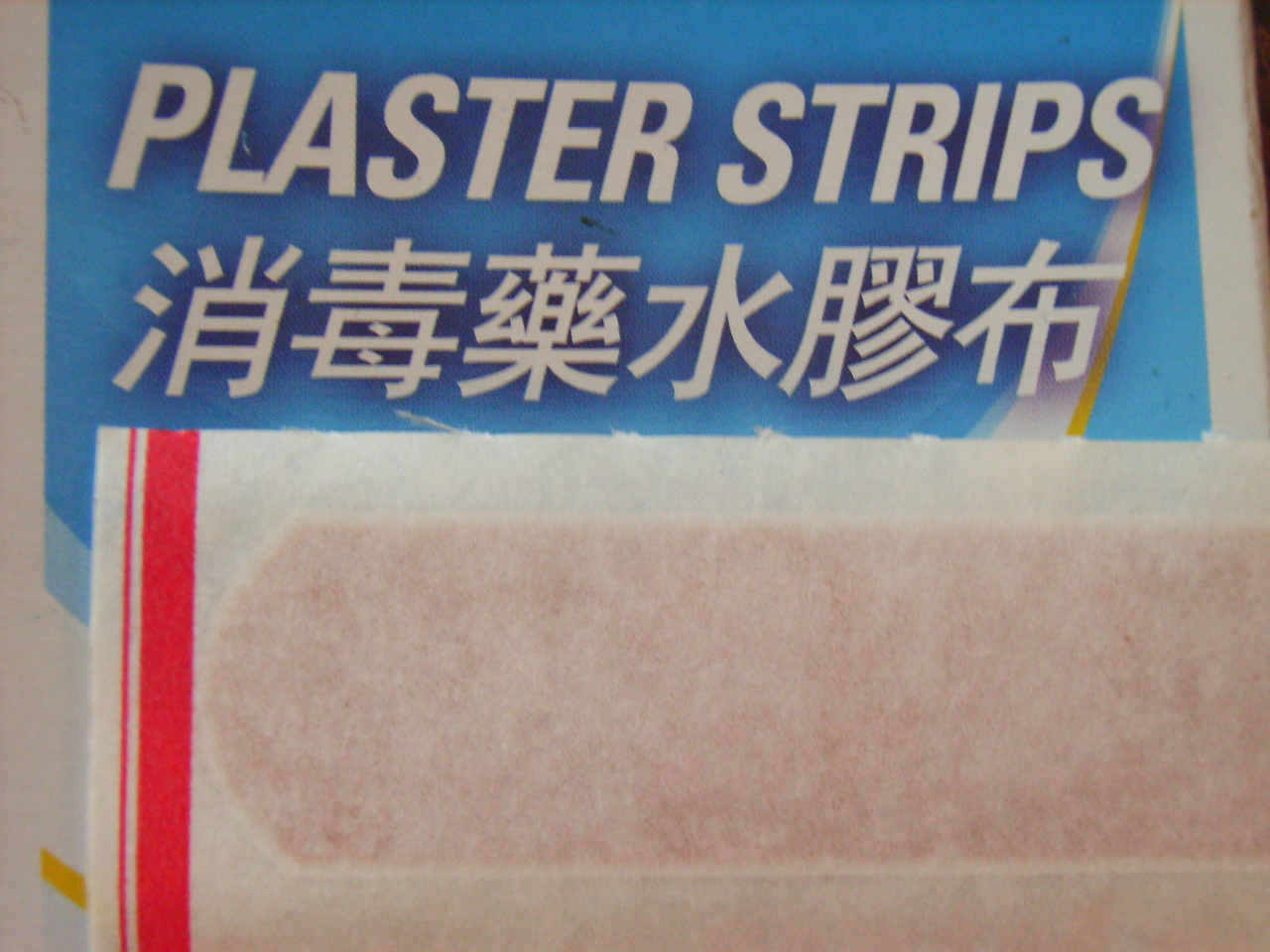